# Urosaurus
Urosaurus är ett släkte av ödlor som ingår i familjen Phrynosomatidae.
Arterna skiljer sig från medlemmarna av släktet Uta i konstruktionen av ovansidans fjäll. Fjällens storlek på ovansidan är inte enhetlig. De flesta fjällen på ryggen är små men längs ryggraden blir fjällen tydlig större och bildar två längsgående rader. De större fjällen kan ha en uppåt riktad köl. Dessutom har hannar en blåaktig fläck på buken. Det stora huvudet kännetecknas av ganska stora ögon och stora öron öppningar. Vid alla fingrar och tår förekommer stora klor. Svansen blir smalare mot spetsen och den har likaså fjäll med en köl (tagg). Hos alla former kan svarta exemplar (melanism) förekomma.
Kroppslängden (nosen till svansens bas) varierar oftast mellan 42 och 52 mm och svansen är cirka 70 mm lång. Hos Urosaurus gadovi är några honor små med en kroppslängd av 34 till 51 mm. Däremot blir stora exemplar av Urosaurus auriculatus upp till 65 mm långa (nosen till svansens bas).
Släktet förekommer i sydvästra USA från Texas över Utah till Kalifornien och söderut längs Mexikos västra kustlinje, inklusive halvön Baja California. Några medlemmar hittas på tillhörande öar.

## Taxonomi
Arter enligt Catalogue of Life:
- Urosaurus auriculatus
- Urosaurus bicarinatus
- Urosaurus clarionensis
- Urosaurus gadovi
- Urosaurus graciosus
- Urosaurus irregularis
- Urosaurus lahtelai
- Urosaurus nigricaudus
- Urosaurus ornatus

Urosaurus irregularis godkänns inte av The Reptile Database. Taxonet infogas där i Urosaurus gadovi.